# Лубсен, Чип
Уолтер Харри «Чип» Лубсен младший (англ. Walter Harry "Chip" Lubsen, Jr.; род. 13 июля 1955, Алегзандрия, Виргиния) — американский гребец, выступавший за сборную США по академической гребле в период 1972—1984 годов. Серебряный призёр летних Олимпийских игр в Лос-Анджелесе, чемпион Панамериканских игр, победитель и призёр многих регат национального значения. Также известен как бизнесмен, топ-менеджер нескольких крупных компаний.

## Биография
Чип Лубсен родился 13 июля 1955 года в городе Алегзандрия, штат Виргиния.
Занимался академической греблей во время учёбы в Корнеллском университете, состоял в местной гребной команде, неоднократно принимал участие в различных студенческих регатах, в частности становился победителем регаты Межуниверситетской гребной ассоциации. Позже проходил подготовку в лодочном клубе «Потомак» в Вашингтоне.
Впервые заявил о себе в гребле на международной арене в сезоне 1972 года, когда выступил на юниорском мировом первенстве в Милане, где в зачёте распашных безрульных двоек финишировал пятым.
В 1975 году вошёл в основной состав американской национальной сборной и побывал на чемпионате мира в Ноттингеме — в безрульных четвёрках сумел квалифицироваться лишь в утешительный финал B и расположился в итоговом протоколе соревнований на седьмой строке.
Благодаря череде удачных выступлений удостоился права защищать честь страны на летних Олимпийских играх 1976 года в Монреале, в восьмёрках отобрался в финал B и занял итоговое девятое место.
После монреальской Олимпиады Лубсен остался в составе гребной команды США и продолжил принимать участие в крупнейших международных регатах. Так, в 1977 году он стартовал на мировом первенстве в Амстердаме, где стал в восьмёрках шестым.
В 1978 году на чемпионате мира в Карапиро показал четвёртый результат в рулевых четвёрках.
В 1979 году в восьмёрках одержал победу на Панамериканских играх в Сан-Хуане, тогда как на мировом первенстве в Бледе попасть в число призёров не смог, финишировал пятым.
Находился в составе олимпийской сборной, которая должна была участвовать в Олимпийских играх 1980 года в Москве, однако Соединённые Штаты вместе с несколькими другими западными странами бойкотировали эти соревнования по политическим причинам. Много лет спустя за пропуск этой Олимпиады Лубсен был награждён Золотой медалью Конгресса США.
В 1984 году Чип Лубсен выступил на домашних Олимпийских играх в Лос-Анджелесе, на сей раз в составе экипажа-восьмёрки пришёл к финишу вторым, уступив в решающем заезде только команде Канады, и тем самым завоевал серебряную олимпийскую медаль.
Ещё будучи действующим спортсменом, Лубсен одновременно с выступлениями строил карьеру в коммерческой сфере. Так, в период 1979—1997 годов он занимал должность вице-президента сервисных систем в компании Sallie Mae. Впоследствии являлся сотрудником таких компаний как SatoTravel, SynXis, Stuart Mill Capital.